# José Riestra López
José María Riestra López (Pontevedra, 8 de septiembre de 1852-Idem, 17 de enero de 1923), i marqués de Riestra, fue un empresario y político español.

## Trayectoria
Hijo de Francisco Antonio Riestra Vallaure, a su muerte en 1880 se hizo cargo de sus negocios. Amplió el patrimonio de su padre convirtiéndose en el eje de la vida política y económica de la ciudad de Pontevedra y también de la provincia de Pontevedra. Su fortuna se basó en propiedades territoriales, la fábrica de tejas y ladrillos de Caeira (Poyo), el banco Riestra y las gestorías de cobros de foros, entre otros negocios. Fue propietario de la isla de La Toja, donde construyó el balneario.
Miembro de la facción romanonista del Partido Liberal, fue elegido diputado a Cortes por el distrito de La Estrada en las elecciones de 1879, 1881 y 1886 (permaneció en el cargo hasta 1890), cediendo posteriormente el distrito a Antonio Aguilar Correa. Posteriormente, fue elegido senador por Pontevedra (1891-1899) y más tarde (1900) nombrado senador vitalicio.
Mediante Real Decreto de 4 de febrero de 1893, el rey Alfonso XIII (en su nombre, la reina regente María Cristina de Habsburgo-Lorena) le otorgó el título de Marqués de Riestra. En 1895 fue nombrado alcalde de Pontevedra.
Desde su palacio de Caeira controlaba toda la política provincial. Un ejemplo de la influencia del marqués en la vida política de la provincia de Pontevedra desde finales del siglo XIX hasta los años 20 del siglo XX es la frase «España tiene 48 provincias, porque la otra pertenece al Marqués de Riestra», popular en el Madrid oficial de la época.
José Riestra López fue un gran emprendedor de Pontevedra. Entre otras iniciativas, fue propulsor de la llegada de la luz eléctrica a la ciudad en 1888 y del tranvía en 1889 así como de diversas fábricas y empresas (las primeras fábricas en Galicia de electricidad en 1888 en la plaza de la Verdura y de cerámica en 1895 en A Barca, la Banca Riestra) o la mejora de las calles de la ciudad y apoyo a la construcción de edificios institucionales. Dedicó parte de su capital a la ciudad y asimismo, cedió su mansión y finca de Caeira para convertirla en gran hospital para los soldados repatriados de Cuba y Filipinas a consecuencia de la guerra hispano-estadounidense.
 

El marqués de Riestra falleció en su mansión de la calle Michelena, 30, en la madrugada del 17 de enero de 1923, tras haber salido en coche la tarde anterior para ir a Caeira.

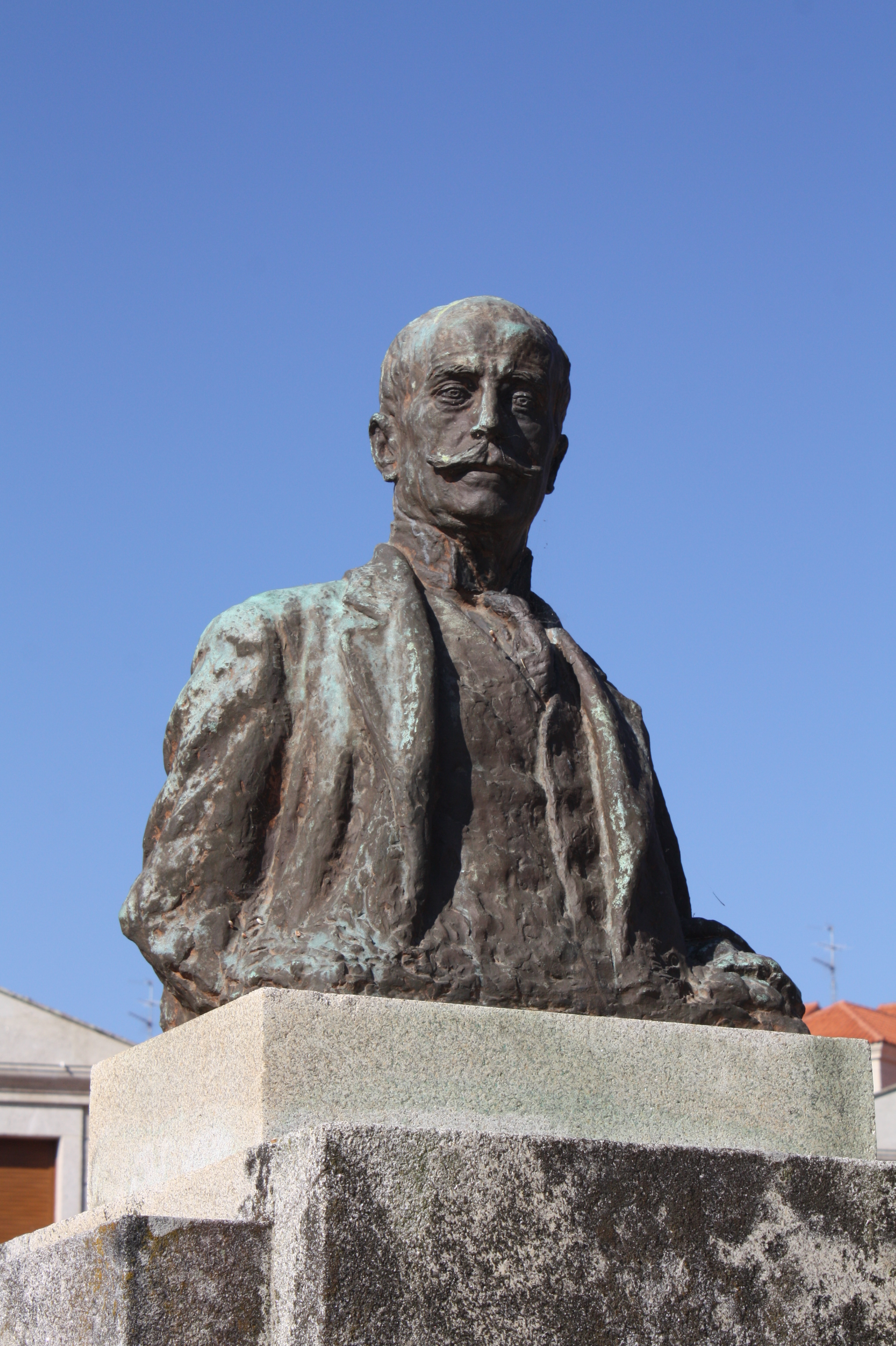
Busto del Marqués de Riestra en la Isla de La Toja.

## Matrimonios e hijos
Se casó con Mencía Pintos, con quien tuvo un hijo, Fernando Riestra Pintos, que falleció a los once años.
Posteriormente, se casó en segundas nupcias con María del Carmen Calderón Ozores, dama de la Reina María Luisa e hija de Vicente Calderón Oreiro, iii conde de San Juan. Fruto de este matrimonio nacieron siete hijos:
- Raimundo Riestra Calderón (1882-1967), ii marqués de Riestra. Casó con María del Moral Sanjurjo, hija del político Antonio del Moral López. Con descendencia, entre ellos, Antonio Riestra del Moral.
- Vicente Riestra Calderón (1885-1967), casó con Isidora Peinador Estévez, hija de los propietarios del balneario de Mondariz.
- Francisco Riestra Calderón (1889-1975), casó con Rosario Limeses Cojo Varela, emparentada con la familia Gasset.
- Santiago Riestra Calderón (1892-1919).
- María del Carmen Riestra Calderón (1900-1910).
- José Luis Riestra Calderón (1901-1921).
- Ignacio Riestra Calderón (1903-1993), casó con Purificación Pardo Castro, hija de los marqueses de Leis.

Raimundo y Vicente continuaron la carrera política de su padre.

## Reconocimientos
Una calle de Pontevedra lleva su nombre y en la isla de La Toja hay un busto de bronce que lo conmemora.

| Predecesor: Víctor Mendoza Muñoz | Alcalde de Pontevedra 1895-1896 | Sucesor: Bernardo López Suárez |